# Kernkraftwerk Riwne
Das Kernkraftwerk Riwne (ukrainisch Рівненська АЕС, russisch Ровенская АЭС) in der Ukraine ist nahe der Stadt Warasch am Fluss Styr in der Oblast Riwne gelegen. Warasch führt im Stadtwappen ein Kernkraftwerk, da die Stadt für Bau und Betrieb des Kernkraftwerkes errichtet wurde.
Das Kernkraftwerk besteht aus vier Druckwasserreaktoren sowjetischer Bauart, zwei des Typs WWER-440/213 und zwei des Typs WWER-1000/320. Betreiber ist das staatliche Unternehmen Energoatom.

## Geschichte
Mit dem Bau des ersten Kernreaktors wurde am 1. August 1973 begonnen, Block 2 folgte am 1. Oktober 1973. Am 31. Dezember 1980 wurde der erste und am 30. Dezember 1981 der zweite Reaktorblock in Betrieb genommen. Block eins besitzt den ersten gebauten Reaktor der Version 213 des Modells WWER-440. In den Jahren 1980 und 1986 wurde mit dem Bau der Reaktorblöcke drei und vier begonnen, Block drei ging am 21. Dezember 1986 in Betrieb.
Eine Entscheidung über die Verlängerung des Betriebs der ersten beiden Reaktoren genehmigte die ukrainische Regierung am zehnten Dezember 2010. Insgesamt wurde der Betrieb für weitere 20 Jahre genehmigt, womit die Abschaltung 2030 und 2031 zu erwarten ist.
1995 unterzeichneten die G7-Staaten, die Europäische Kommission und die Ukraine eine Absichtserklärung über die Schließung des Kernkraftwerks Tschernobyl. Als Unterstützung der ukrainischen Entscheidung wurde der Ukraine ein Kredit der Europäischen Bank für Wiederaufbau und Entwicklung (EBRD) zugesprochen, um die zwei jeweils zu 80 Prozent fertiggestellten Kernkraftwerksblöcke Chmelnyzkyj 2 und Riwne 4 als Ersatz für das abgeschaltete Kernkraftwerk Tschernobyl fertigzustellen und auf westliche Sicherheitsstandards nachzurüsten („K2/R4“-Programm). Am 7. Dezember 2000 wurde von der Europäischen Bank für Wiederaufbau und Entwicklung ein Kredit über 215 Millionen US-Dollar beschlossen. Im Jahr 2000 beschloss die Europäische Kommission die Vergabe von einem Euratom-Kredit für die Fertigstellung der Reaktoren Chmelnyzkyj 2 und Riwne 4 in einer Höhe von 585 Millionen US-Dollar. Die Vergabe des Kredites war allerdings an eine Entscheidung der Europäischen Bank für Wiederaufbau und Entwicklung gekoppelt. Da aber die EBRD-Kriterien für die Kreditvergabe seitens der Ukraine nicht erfüllt wurden, wurde der Kredit letztlich nicht ausgezahlt. Im Juli 2004, kurz vor dem Betriebsbeginn der zwei Reaktoren, wurden von der EBRD 42 Millionen US-Dollar für Modernisierung und Sicherheitsverbesserungen zugeschlagen. Die Europäische Kommission stellte im Rahmen von Euratom weitere 83 Millionen US-Dollar zur Finanzierung einer sicherheitstechnischen Nachrüstung für Energoatom zur Verfügung.
Der Reaktor Riwne 4 wurde am 10. Oktober 2004 zum ersten Mal mit dem Netz synchronisiert und ging am 6. April 2006 in den kommerziellen Betrieb. Der Reaktor war aber bereits 2004 1532 Stunden (663 GWh) und 2005 6131 Stunden (4742 GWh) in Betrieb gewesen.

### Störungen
Am 14. Dezember 2005 kam es zu einer Reaktorschnellabschaltung im Block 4. Die Ursache war eine Abschaltung der Pumpen in der Turbinenhalle nach einem Kurzschluss.
Im 10. Juni 2008 kam es zum Austritt von etwa einem Kubikmeter Kühlflüssigkeit. Es wurde aber keine Radioaktivität außerhalb der Anlage gemessen. Der Reaktor wurde aus Sicherheitsgründen abgeschaltet. Nach Auskunft des Betreibers überschritt die Menge aber nicht die zulässige Norm.

### Russischer Überfall auf die Ukraine 2022
Aufgrund der massiven Stromausfälle sei das Notfallsystem der drei AKWs Riwne, Piwdennoukrainsk und Chmelnyzkyj aktiviert worden, teilte der staatliche Betreiber Energoatom im Online-Dienst Telegram mit. Daraufhin seien alle Reaktoren automatisch vom Stromnetz getrennt worden. Laut Energoatom blieben die Strahlungswerte in den Anlagen und ihrer Umgebung unverändert. Sobald sich das Stromnetz normalisiert habe, würden die drei Atomkraftwerke wieder ans Netz gehen.
Im Januar 2023 beschloss die IAEO, mit eigenen Expertenteams an allen ukrainischen Atomkraftwerken präsent zu sein, um das Risiko schwerer Unfälle während des Krieges zu verringern.

### Modernisierung Block 3
Im Jahr 2018 erhielt Block 3 nach seiner Modernisierung eine Genehmigung zur Verlängerung der Betriebsdauer um 20 Jahre bis 2037.

## Daten der Reaktorblöcke
Das Kernkraftwerk Riwne hat vier in Betrieb befindliche Blöcke, zwei weitere wurden verworfen:

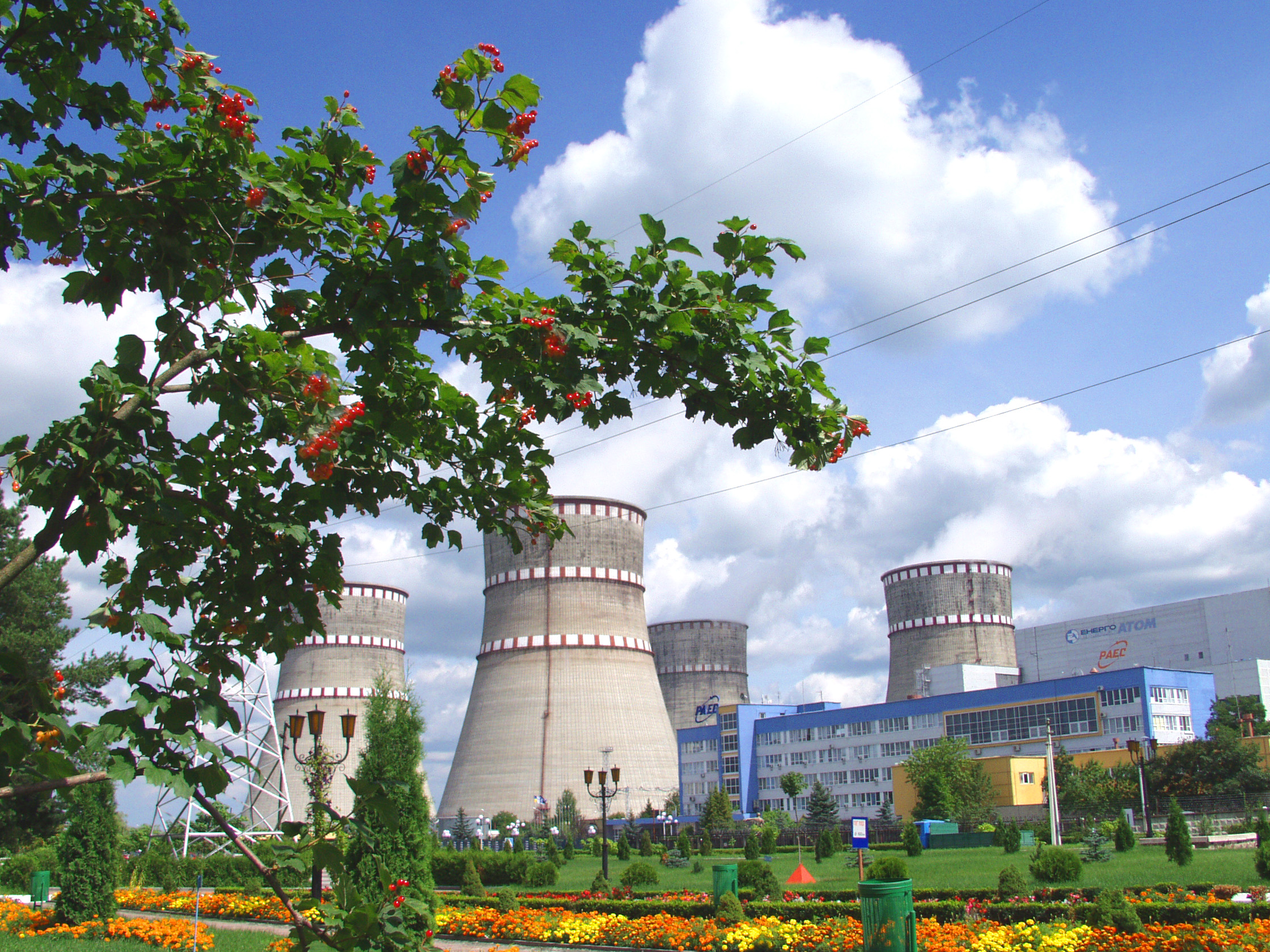
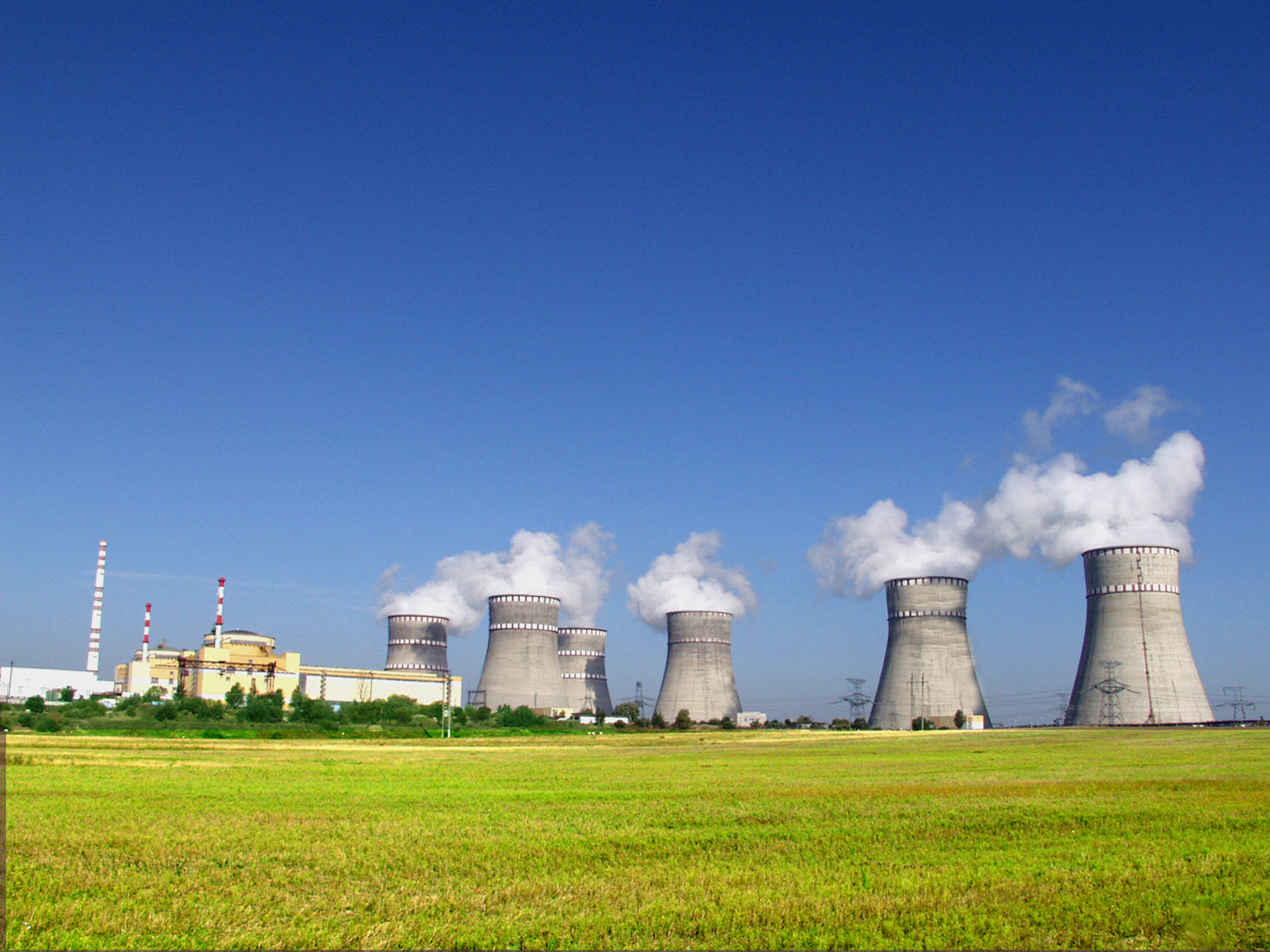
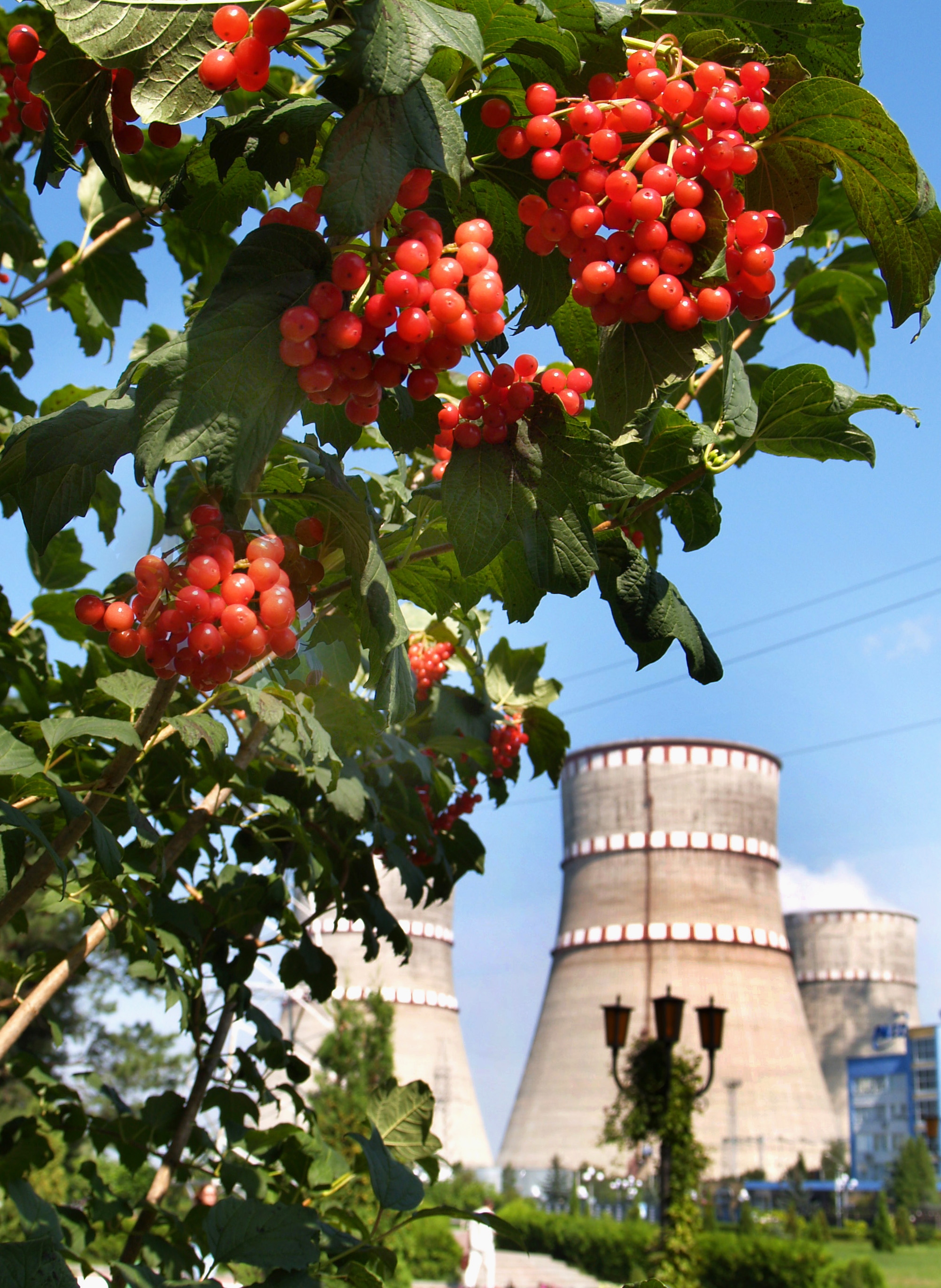

| Reaktorblock | Reaktortyp    | Netto- leistung | Brutto- leistung | Baubeginn  | Netzsyn- chronisation | Kommer- zieller Betrieb | Abschal- tung      |
| ------------ | ------------- | --------------- | ---------------- | ---------- | --------------------- | ----------------------- | ------------------ |
| Riwne-1      | WWER-440/213  | 381 MW          | 420 MW           | 01.08.1973 | 31.12.1980            | 21.09.1981              | (2030 geplant)     |
| Riwne-2      | WWER-440/213  | 376 MW          | 415 MW           | 01.10.1973 | 30.12.1981            | 30.07.1982              | (2031 geplant)     |
| Riwne-3      | WWER-1000/320 | 950 MW          | 1000 MW          | 01.02.1980 | 21.12.1986            | 16.05.1987              | (2037 geplant)     |
| Riwne-4      | WWER-1000/320 | 950 MW          | 1000 MW          | 01.08.1986 | 10.10.2004            | 06.04.2006              | (2035 geplant)     |
| Riwne-5      | WWER-1000/320 | 950 MW          | 1000 MW          |            |                       |                         | Planungen gestoppt |
| Riwne-6      | WWER-1000/320 | 950 MW          | 1000 MW          |            |                       |                         | Planungen gestoppt |

## Forschung
Die Risiken der Installation eines 40 Megawatt PEM Wasserstoffelektrolyseurs zur Erzeugung von grünem Wasserstoff im Kernkraftwerk Riwne wurden Anfang 2025 in einer Pilotstudie untersucht. Laut dem Artikel können durch das Austreten von kleineren Mengen Wasserstoff Explosionen an Flanschen und im Puffertank zustande kommen, wodurch die Verschlüsse und Splitter wie Geschosse bis zu 500 Meter weit fliegen und sensible Einrichtungen im Atomkraftwerk zumindest erreichen könnten. Dies ist das Worst Case Szenario, das aus einer Folge mehrerer kumulativer Fehlereignisse am Elektrolyseur und dessen Leitungen resultiert, die mit mehreren Wahrscheinlichkeitsfunktionen auf Häufigkeit untersucht wurden und zu Lösungsansätzen führten.